# Таємний рескрипт про покарання сьоґунату
Таємний рескрипт про покарання сьоґунату (яп. 討幕の密勅, とうばくのみっちょく, тобаку но міттьоку) — таємний наказ Імператора Японії, адресований керівникам Сацума-хану та Тьосю-хану, з вказівкою розпочати каральний похід проти сьоґунату Токуґава. Виданий 9 листопада 1867 року, в той самий день коли сьоґун Токуґава Йосінобу повернув державну владу Імператору.

## Короткі відомості
1867 року японська опозиція, очолювана союзом двох ханів Сацума і Тьосю, розпочала переговори із Імператорським двором щодо повалення сьōґунату Токуґава. Представник столичних аристократів Івакура Томомі склав текст Імператорського рескрипту, який закликав до покарання 15-го сьоґуна Токуґави Йосінобу. Зразки рескрпиту було передано через аристократа Сандзьо Саненару представникам опозиції — Окубо Тосіміті та Хіросаві Санеомі, а також володарю Сацума-хану Сімадзу Хісаміцу та володарю Тьосю-хану Морі Тікатіці.
В документі сьоґун Йосінобу називався «васалом-розбійником». Рескрипт не був написаний Імператором власноруч і не мав підписів голів столичного Імператорського двору — Накаями Тадаясу, Сандзьо Саненару та Накамікадо Цунеюкі. Документ мав незвичний стиль написання і був оприлюднений лише в 1920-х роках. Через це ряд японських істориків 20 століття вважали документ підробкою.
Окрім таємного рескрипту представники опозиції отримали інший Імператорський наказ, який закликав їх покарати володарів східнояпонських Айдзу-хану та Кувана-хану.
Таємний наказ про покарання сьоґунату не встиг набути чинності через відставку Токуґави Йосінобу з поста сьоґуна та повернення державної влади в країні Імператору.